# Eunicella kochi
Eunicella kochi är en korallart som först beskrevs av Studer 1901.  Eunicella kochi ingår i släktet Eunicella och familjen Gorgoniidae. Inga underarter finns listade i Catalogue of Life.